# دانبروونو
دانبروونو (به لهستانی:  Dąbrówno) یک روستا در لهستان است که در گمینا دانبروونو واقع شده‌است. دانبروونو ۱٬۴۰۰ نفر جمعیت دارد.